# LP1 (Joss Stone)
LP1 is het vijfde studioalbum van de Britse zangeres Joss Stone. Het album, dat tien nummers bevat, werd in Nederland uitgebracht op 22 juli 2011, door Surfdog in samenwerking met Stone's eigen platenmaatschappij Stone'd Records. Het album werd in zijn geheel in zes dagen opgenomen in Nashville, Tennessee door Stone en oud-Eurythmics-lid Dave Stewart. In Nederland werd het album uitgebracht door Suburban Records.

## Promotie
Ter promotie van LP1, verscheen Stone half juli in een drietal Amerikaanse talkshows. In Nederland en België trad ze eerst op 25 juli op voor een uitverkocht Paradiso in Amsterdam, en de dag erna in Antwerpen. Tijdens beide concerten, speelde Stone meerdere nummers van LP1. Deze concerten maakten deel uit van een wereldwijde tournee die haar door Europa, Zuid-Amerika en Australië leidde. 

## Afspeellijst
| Nr. | Titel                       | Schrijver(s)                                         | Duur |
| --- | --------------------------- | ---------------------------------------------------- | ---- |
| 1.  | Newborn                     | Joss Stone, Dave Stewart, Wendy Joseph               | 3:44 |
| 2.  | Karma                       | Stone, Stewart, Martina McBride, Brad & Brett Warren | 3:54 |
| 3.  | Don't Start Lying to Me Now | Stone, Chris Stapelton, Melissa Peirce               | 4:08 |
| 4.  | Last One to Know            | Stone, Stewart                                       | 4:52 |
| 5.  | Drive All Night             | Stone, Francis White                                 | 5:07 |
| 6.  | Cry Myself to Sleep         | Stone, Stewart                                       | 3:51 |
| 7.  | Somehow                     | Stone, Stewart                                       | 3:04 |
| 8.  | Landlord                    | Stone, Stewart                                       | 3:58 |
| 9.  | Boat Yard                   | Stone                                                | 5:03 |
| 10. | Take Good Care              | Stone, Paul Conroy                                   | 2:35 |

| Nr. | Titel                                   | Duur |
| --- | --------------------------------------- | ---- |
| 11. | Picnic for Two (featuring Dave Stewart) | 4:15 |
| 12. | Cutting the Breeze                      | 3:39 |

| Nr. | Titel     | Duur |
| --- | --------- | ---- |
| 11. | The Sound | 3:29 |

## Hitnoteringen

### NederlandseAlbum Top 100
| Hitnotering: 30-07-2011 t/m 08-10-2011 | Hitnotering: 30-07-2011 t/m 08-10-2011 | Hitnotering: 30-07-2011 t/m 08-10-2011 | Hitnotering: 30-07-2011 t/m 08-10-2011 | Hitnotering: 30-07-2011 t/m 08-10-2011 | Hitnotering: 30-07-2011 t/m 08-10-2011 | Hitnotering: 30-07-2011 t/m 08-10-2011 | Hitnotering: 30-07-2011 t/m 08-10-2011 | Hitnotering: 30-07-2011 t/m 08-10-2011 | Hitnotering: 30-07-2011 t/m 08-10-2011 | Hitnotering: 30-07-2011 t/m 08-10-2011 | Hitnotering: 30-07-2011 t/m 08-10-2011 | Hitnotering: 30-07-2011 t/m 08-10-2011 |
| Week:                                  | 1                                      | 2                                      | 3                                      | 4                                      | 5                                      | 6                                      | 7                                      | 8                                      | 9                                      | 10                                     | 11                                     |                                        |
| -------------------------------------- | -------------------------------------- | -------------------------------------- | -------------------------------------- | -------------------------------------- | -------------------------------------- | -------------------------------------- | -------------------------------------- | -------------------------------------- | -------------------------------------- | -------------------------------------- | -------------------------------------- | -------------------------------------- |
| Positie:                               | 6                                      | 9                                      | 13                                     | 19                                     | 25                                     | 34                                     | 41                                     | 54                                     | 55                                     | 89                                     | 96                                     | uit                                    |

### VlaamseUltratop 100Albums
| Hitnotering: 06-08-2011 t/m 17-09-2011 | Hitnotering: 06-08-2011 t/m 17-09-2011 | Hitnotering: 06-08-2011 t/m 17-09-2011 | Hitnotering: 06-08-2011 t/m 17-09-2011 | Hitnotering: 06-08-2011 t/m 17-09-2011 | Hitnotering: 06-08-2011 t/m 17-09-2011 | Hitnotering: 06-08-2011 t/m 17-09-2011 | Hitnotering: 06-08-2011 t/m 17-09-2011 | Hitnotering: 06-08-2011 t/m 17-09-2011 |
| Week:                                  | 1                                      | 2                                      | 3                                      | 4                                      | 5                                      | 6                                      | 7                                      |                                        |
| -------------------------------------- | -------------------------------------- | -------------------------------------- | -------------------------------------- | -------------------------------------- | -------------------------------------- | -------------------------------------- | -------------------------------------- | -------------------------------------- |
| Positie:                               | 12                                     | 21                                     | 35                                     | 63                                     | 55                                     | 81                                     | 91                                     | uit                                    |